# Battaglia del passo di Moiry
La battaglia del passo di Moiry fu un episodio delle guerre d'indipendenza scozzesi che venne combattuto nel settembre del 1315, presso il passo di Moyry, nella contea di Armagh, in Irlanda, tra l'armata scoto-irlandese di Edward Bruce e una guarnigione di soldati della Signoria d'Irlanda che parteggiavano per gli inglesi. L'episodio fece parte anche della campagna militare di Roberto I di Scozia in Irlanda.

## Antefatto
Dopo l'invasione normanna dell'Irlanda del 1169, la Signoria d'Irlanda venne istituita con il re d'Inghilterra quale sovrano irlandese, rappresentato localmente da un proprio lord luogotenente. Il paese era diviso tra dinastie gaelice che erano sopravvissute all'invasione normanna ed iberno-normanni.
Edward Bruce, conte di Carrick, invase l'Irlanda il 26 maggio 1315, col pieno supporto di suo fratello, re Roberto I di Scozia e di buona parte della popolazione locale. I membri del clan MacDougall ed i loro alleati avevano abbandonato l'Irlanda e Bruce colse l'occasione per muovere guerra contro l'Inghilterra normanna. Edoardo, con un esercito di almeno 6000 uomini, sbarcò senza opposizioni presso Larne, sconfisse un esercito guidato dal fratello di suo suocero, Richard Óg de Burgh, II conte dell'Ulster e poi si portò verso Carrickfergus.
Sul finire di giugno, Edward si portò da Carrickfergus verso la Magh Line (Six Mile Water), radendo al suolo Rathmore, presso la città di Antrim, che era sede della famiglia Savage. Successivamente si portò più a sud verso il passo di Moiry. Qui si incontrò con Mac Duilechain di Clanbrassil e Mac Artain di Iveagh, i quali gli si sottomisero a Carrickfergus.

## La battaglia
Spostandosi verso sud, il gruppo distrusse anche la fortezza di De Verdon, il castello di Roche presso Dundalk, dopodiché gli scoto-irlandesi si scontrarono con l'armata di John FitzThomas FitzGerald, IV signore di Offaly, suo genero Edmund Butler, conte di Carrick e Maurice FitzGerald, IV barone Desmond. Malgrado la conformazione del territorio fosse sfavorevole agli scozzesi, questi riuscirono a respingere il nemico.
Ad Ardee misero a ferro e fuoco la chiesa locale dove diversi abitanti avevano trovato rifugio e dove perirono tra le fiamme.